# 柳比米夫卡 (塔夫里伊斯克市镇)
柳比米夫卡（烏克蘭語：Любимівка），是烏克蘭東南部扎波羅熱州扎波羅熱區塔夫里伊斯克市镇内的村落。處於孔卡河右岸，分別距離塔夫里伊斯克0.5公里和奧達里夫卡2.5公里，面積0.42平方公里，海拔高度32米，2001年人口122。